# Akane Saito
Akane Saito (齊藤 あかね, Saito Akane), née le 12 janvier 1993, est une joueuse internationale de football japonaise.

## Biographie
Le 9 mars 2011, elle fait ses débuts avec l'équipe nationale japonaise lors de l'Algarve Cup, contre l'équipe de Suède.

## Statistiques
Le tableau ci-dessous présente les statistiques de Akane Saito en équipe nationale
| Équipe du Japon | Équipe du Japon | Équipe du Japon |
| Année           | Matchs          | Buts            |
| --------------- | --------------- | --------------- |
| 2011            | 1               | 0               |
| Total           | 1               | 0               |